# 萧仲恭
萧仲恭（1090年—1150年），契丹萧氏，辽末后族大臣。辽朝归降金朝将领。本名术里者，又作术者。辽道宗外孙，天祚帝姨夫，中书令萧特末和公主耶律特里之子。
萧仲恭幼时为孩儿班班使，天庆五年（1115年），任副宫使，后迁本部详稳（将军）。保大二年（1122年），为护卫太保，兼领军事，扈从天祚帝西逃天德军（今内蒙古自治区呼和浩特东），侍奉备至。保大五年（1125年）二月，与天祚帝同被金兵俘获，与辽主被金军所俘，金太宗以其忠于主，特加礼待。金太宗天会四年（1126年），奉命出使宋朝。北宋朝廷请他致蜡丸书于辽旧臣耶律余睹，使为内应。萧仲恭明面上应许，北还见完颜宗望，即献蜡丸书。金人遂以此为借口大举侵宋，攻陷开封，俘宋徽宗、宋钦宗二帝。萧仲恭历任右宣徽使、殿前都点检。金熙宗天眷三年（1140年）指斥完颜宗磐，因功进升为尚书右丞。皇统初年，封兰陵郡王，授世袭猛安。皇统七年（1147年），升平章政事，监修国史，封济王。皇统八年（1148年）六月，改任行台左丞相，八月，入为尚书右丞相，十二月，为太傅、领三省事，封曹王。天德二年（1150年），完颜亮任命他为燕京留守，封越国王。同年死，谥贞简。正隆二年（1157年），降封郑国公。

## 延伸阅读
[在维基数据编辑]
 《金史·卷82》，出自脱脱《遼史》